# Práxedis Hurtado
Práxedis Gilberto Guerrero Hurtado (ur. 28 sierpnia 1882 w León, zm. 30 grudnia 1910 w Janos) – meksykański poeta, dziennikarz, anarchista oraz uczestnik meksykańskiej rewolucji w 1910.   

## Życiorys
Guerrero pochodził z Los Altos de Ibarra w pobliżu León, gdzie jego rodzice byli właścicielami hacjendy. Po ukończeniu szkoły średniej rozpoczął pracę jako robotnik. W 1899 przesłał swoje pierwsze artykuły do gazet El Heraldo Comercial i El Despertador. W 1901 Filomeno Mata mianował go korespondentem Diario del Hogar, a w tym samym roku wstąpił do rezerwy Armii Narodowej, gdzie awansował do stopnia podporucznika kawalerii.
W 1903 Hurtado zaczął czytać gazety, które sprzeciwiały się trwającej dyktaturze prezydenta Porfirio Díaza, w tym El Demófilo i El hijo del Ahuizote; poznał także kilku pisarzy anarchistycznych. Odszedł z armii 2 kwietnia tego samego roku, po tym, jak żołnierze pod rozkazami gen. Bernardo Reyesa otworzyli ogień do liberalnej demonstracji w Monterrey.
W 1904 wyjechał do Stanów Zjednoczonych i rozpoczął pracę jako robotnik górniczy w Denver. W następnym roku przeniósł się do San Francisco, gdzie rozpoczął publikację gazety Alba Roja („Czerwony Świt"); W maju 1906 Guerrero odwiedził anarchistyczny działacz - Manuel Sarabia, który zaprosił go do udziału w Komitecie Organizacyjnym Meksykańskiej Partii Liberalnej (PLM).
Oprócz Alba Roja, Guerrero publikował również w innych gazetach, m.in. w Revolución (1908) i Punto Rojo (1909), które miały tygodniowy nakład 10 000 kopii w El Paso. Przyczynił się także do powstania Regeneración, wydawanego przez braci Flores Magón, założycieli PLM. Był członkiem Meksykańskiej Partii Liberalnej (PLM) i walczył w kampaniach wojskowych partii.
We wrześniu 1910 Regeneración opublikowało historie trzech rewolucyjnych epizodów z 1908, w których Guerrero opisał ataki PLM na osady Las Vacas, Viesca i Puerto Palomas, mających na celu wywołanie rewolucji społecznej w Meksyku.
20 listopada 1910 liberalna opozycja wobec reżimu Porfirio Díaza ogłosiła otwarty bunt, czego wyrazem było opublikowanie dokumentu Plan de San Luis autorstwa Francisco Madero. Guerrero, który został mianowany szefem operacji Konfederacji Grup Armii Liberalnej w Meksyku, postanowił zebrać siły zbrojne w El Paso w Teksasie i poprowadzić je przez granicę, nawet przy dezaprobacie Komitetu Organizacyjnego PLM. 22 grudnia około 30 rewolucjonistów dowodzonych przez Guerrero wkroczyło do Meksyku przez Ciudad Juárez. Oddział zaatakował hacjendę, zabezpieczył pociąg i ruszył na południe, niszcząc po drodze mosty kolejowe. W Estación Guzmán, do rewolucjonistów przyłączyło się kolejnych 20 powstańców; tam, 25 grudnia, oddział podzielił się na dwie grupy, większą prowadził Guerrero, a drugą Prisciliano Silva.
27 grudnia oddział Guerrero objął kontrolę nad miastem Corralitos 27 grudnia, a następnego dnia zażądał (bezskutecznie) kapitulacji Casas Grandes. W nocy z 29 na 30 grudnia poprowadził swoje siły do ataku na miejscowość Janos, która już nad ranem znalazła się w rękach rebeliantów. Jednak tego samego dnia Práxedis Guerrero zginął. Okoliczności jego śmierci są niejasne i istnieją co najmniej trzy różne wersje incydentu. Ethel Duffy Turner twierdziła, że został zastrzelony przez jednego ze swoich ludzi, który pomylił Guerrero ze szpiegiem; Martínez Nuñez uważał, że Guerrero został trafiony kulą w prawe oko, kiedy wspinał się na dach podczas walk z siłami federalnymi; natomiast Enrique Flores Magón, że Guerrero został postrzelony w czoło, kiedy przedstawiał idee PLM zgromadzonym mieszkańcom miasta.